# Vicente López Soto
Vicente López (de) Soto fue un helenista, latinista y traductor español de la segunda mitad del siglo XX.

## Biografía
Poco se sabe sobre él. Era licenciado en Filosofía y Letras y su primera obra parece ser una Gramática griega para el bachillerato español... (Barcelona: Amaltea, 1941) con ejercicios y una antología de textos. Empezó a traducir clásicos grecolatinos para editoriales barcelonesas (Juventud, Bruguera, Ramón Sopena, etc.) en 1944 (Los XXX preceptos de Horacio. Ad Pisones, Barcelona, Librería Castells, 1944); su último trabajo fue La República de Platón (1989). Fue miembro de la asociación internacional Vita Latina, creada en Aviñón en 1957 para promover el uso moderno del latín y que edita la revista del mismo nombre. Escribió diccionarios de autores, obras y personajes de las literaturas griega y latina. Entre los autores griegos tradujo a Homero, Tucídides, Jenofonte, Esquilo, Sófocles y Platón; entre los latinos, a Julio César, Cicerón, Horacio, Virgilio, Ovidio, Julio César, Séneca, Apuleyo y Suetonio. Sus traducciones, muy literales, fueron reimpresas en numerosas ocasiones.

## Obras

### Didácticas
- Gramática griega para el bachillerato español... (Barcelona: Amaltea, 1941)
- Diccionario de autores, obras y personajes de la literatura griega. Barcelona, Juventud, 1984.
- Diccionario de autores, obras y personajes de la literatura latina. Barcelona, Juventud, 1991.

### Traducciones
- Horacio, Los XXX Preceptos de Horacio ad Pisones Barcelona: Librería Castells, 1944
- Cicerón, De la vejez y De la amistad. Barcelona: Ramón Sopena, 1969.
- Homero, La Ilíada Barcelona: Ramón Sopena, [1969].
- Virgilio, La Eneida, 1970.
- Apuleyo, El asno de oro, Barcelona: Bruguera, 1970.
- Ovidio Las metamorfosis, Barcelona: Bruguera, 1972.
- Julio César, La guerra civil / La guerra de Alejandría / La guerra de África / La guerra de España, 1972.
- Homero, La Odisea. Barcelona: Ramón Sopena, [1974].
- Horacio, Poesías Escogidas Barcelona: Bruguera, 1974.
- Ovidio, Arte de amar Barcelona: Ramón Sopena, 1974.
- Tucídides, Historia de la guerra del Peloponeso, Barcelona: Editorial Juventud, 1975.
- Jenofonte, Anábasis: la expedición de los diez mil, Barcelona: Juventud, 1976.
- Jenofonte, Helénicas. Historia griega, Barcelona: Juventud, 1978.
- Esquilo, La Orestiada (Agamenón / Las coéforas / Las euménides). Barcelona: Editorial Juventud, 1980.
- Suetonio, Vida de los doce césares, Barcelona: Juventud, 1981.
- Lucio Anneo Séneca, Cartas a Lucilio 1982.
- Sófocles, Antígona y Electra, Barcelona: Juventud, 1985.
- Julio César, La Guerra de las Galias 1987.
- Platón, La república, Barcelona: Juventud, 1989.